# Красное (Ленинградская область)
Кра́сное (до 1948 года Хассинмяки, фин. Hassinmäki) — посёлок в Плодовском сельском поселении Приозерского района Ленинградской области.

## Название
По постановлению общего собрания жителей поселка зимой 1948 года деревня Хассинмяки получила наименование Дачная. В июле того же года деревне присвоили название Красная. Переименование было закреплено указом Президиума ВС РСФСР от 13 января 1949 года.

## История
- Деревня Хассинмяки на финской карте 1923 года

До 1939 года деревня Хассинмяки входила в состав волости Пюхяярви Выборгской губернии Финляндской республики. 
С 1 января 1940 года в составе Карело-Финской ССР.
С 1 августа 1941 года по 31 июля 1944 года финская оккупация.
С 1 января 1949 года деревня учитывается как посёлок Красное.
С 1 февраля 1963 года — в составе Выборгского района.
С 1 января 1965 года — вновь в составе Приозерского района. 
По данным 1966, 1973 и 1990 годов посёлок Красное входил в состав Отрадненского сельсовета.
В 1997 году в посёлке Красное Отрадненской волости постоянного населения не было, в 2002 году — проживали 2 человека (все русские).
В 2007 году в посёлке Красное Плодовского СП проживали 3 человека, в 2010 году — 9 человек.

## География
Посёлок расположен в центральной части района к югу от автодороги 41К-154 (Торфяное — Заостровье).
Расстояние до административного центра поселения — 7 км.
Расстояние до ближайшей железнодорожной станции Отрадное — 5 км. 
Посёлок находится на северном берегу озера Комсомольское.

## Демография
| 2007 | 2010 | 2017 |
| ---- | ---- | ---- |
| 3    | ↗9   | ↘5   |

## Улицы
Зелёная, Лесная.